# Dampfstraßenbahn von Quend-Plage und Fort-Mahon
| Decauville-Lok mit Sommerwagen des Typs KE |                     |                       |               |
| |                     |                       |               |
| Bahnhof Fort-Mahon-Plage |                     |                       |               |
| Streckenverlauf |                     |                       |               |
| Streckenlänge: | 12,8 km             |                       |               |
| Spurweite: | 600 mm (Schmalspur) |                       |               |
| Maximale Neigung: | 40 ‰                |                       |               |
| Minimaler Radius: | 30 m                |                       |               |
| |                     |                       |               |
| \| \| +4,8 \| Fort-Mahon-Plage \| 1903–1934 \| \| \| 8 \| Quend-Plage \| 1898–1934 \| \| \| \| Le Royon \| \| \| \| \| Routhiauville \| \| \| \| \| \| \| \| \| \| Monchaux \| \| \| \| \| Quend \| \| \| \| 0 \| Quend-Fort-Mahon \| 1889–1934 \| \| \| \| Amiens–Quend–Boulogne \| 1847-[1] \| |                     |                       |               |
| Kopfbahnhof Streckenanfang (Strecke außer Betrieb) | +4,8                | Fort-Mahon-Plage      | 1903–1934     |
| Kopfbahnhof Streckenanfang (Strecke außer Betrieb) · Strecke (außer Betrieb) | 8                   | Quend-Plage           | 1898–1934     |
| Strecke (außer Betrieb) · Haltepunkt / Haltestelle (Strecke außer Betrieb) |                     | Le Royon              | Le Royon      |
| Strecke (außer Betrieb) · Haltepunkt / Haltestelle (Strecke außer Betrieb) |                     | Routhiauville         | Routhiauville |
| Abzweig geradeaus und von links (Strecke außer Betrieb) · Strecke nach rechts (außer Betrieb) |                     |                       |               |
| Haltepunkt / Haltestelle (Strecke außer Betrieb) |                     | Monchaux              | Monchaux      |
| Haltepunkt / Haltestelle (Strecke außer Betrieb) |                     | Quend                 | Quend         |
| | 0                   | Quend-Fort-Mahon      | 1889–1934     |
| Strecke quer · Strecke quer |                     | Amiens–Quend–Boulogne | 1847-         |

Die Dampfstraßenbahn von Quend-Plage und Fort-Mahon (französisch Tramway du Marquenterre oder Tramway de Quend-Plage et Fort-Mahon) war eine knapp 12,8 Kilometer lange Schmalspurbahn mit einer Spurweite von 600 mm, die von 1898 bis 1914 und von 1921 bis 1934 betrieben wurde.

## Geschichte
1847 wurde von der Compagnie du chemin de fer d’Amiens à Boulogne der regelspurige Abschnitt zwischen Abbeville und Neufchâtel der Bahnstrecke Longueau–Boulogne eröffnet, der 1852 von der der Compagnie des chemins de fer du Nord (NORD) übernommen wurde. Der Ort Quend erhielt eine Haltestelle, die 1893 zum Bahnhof Quend-Fort-Mahon ausgebaut wurde.
Die Société Immobilière de Saint-Quentin-Plage veranlasste den Bau einer 8 km langen schmalspurigen Dampfstraßenbahn vom Bahnhof Quend-Fort-Mahon nach Quend-Plage (früher Saint-Quentin-Plage). Sie wurde 1898 in Betrieb genommen, 1903 wurde eine 4,8 km lange Zweigstrecke nach Fort-Mahon-Plage verlegt. Die Fahrt dauerte ab Quend-Fort-Mahon nach Quend-Plage 30 Minuten und nach Fort-Mahon-Plage 40 Minuten.
Zu Beginn des Ersten Weltkriegs wurde 1914 das fliegende Gleis mit einem Metergewicht von 9,5 bis 15 kg/m zur militärischen Nutzung abgebaut und 1919 wieder verlegt. Der Verkehr wurde am 13. Juli 1921 wiederaufgenommen. Die Bahn war bis Mai 1932 in Betrieb und wurde am 26. Februar 1934 formell stillgelegt.

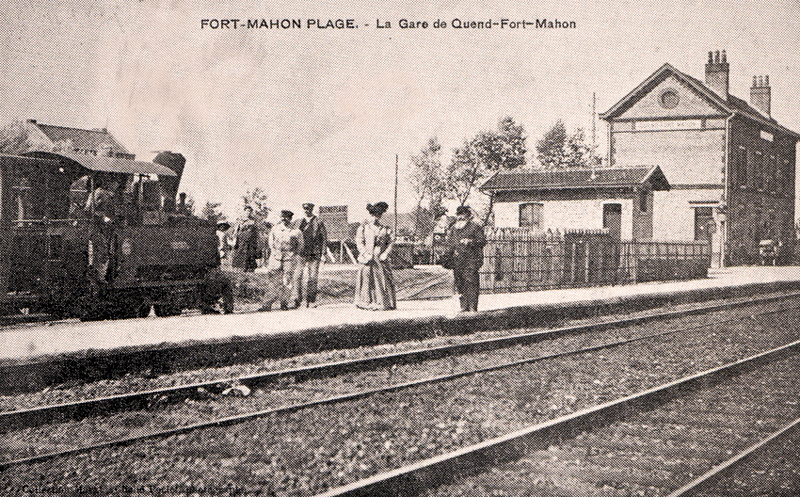
Bahnhof Quend-Fort-Mahon – vorn die Regelspurgleise, links ein Zug der Schmalspurbahn (um 1907)
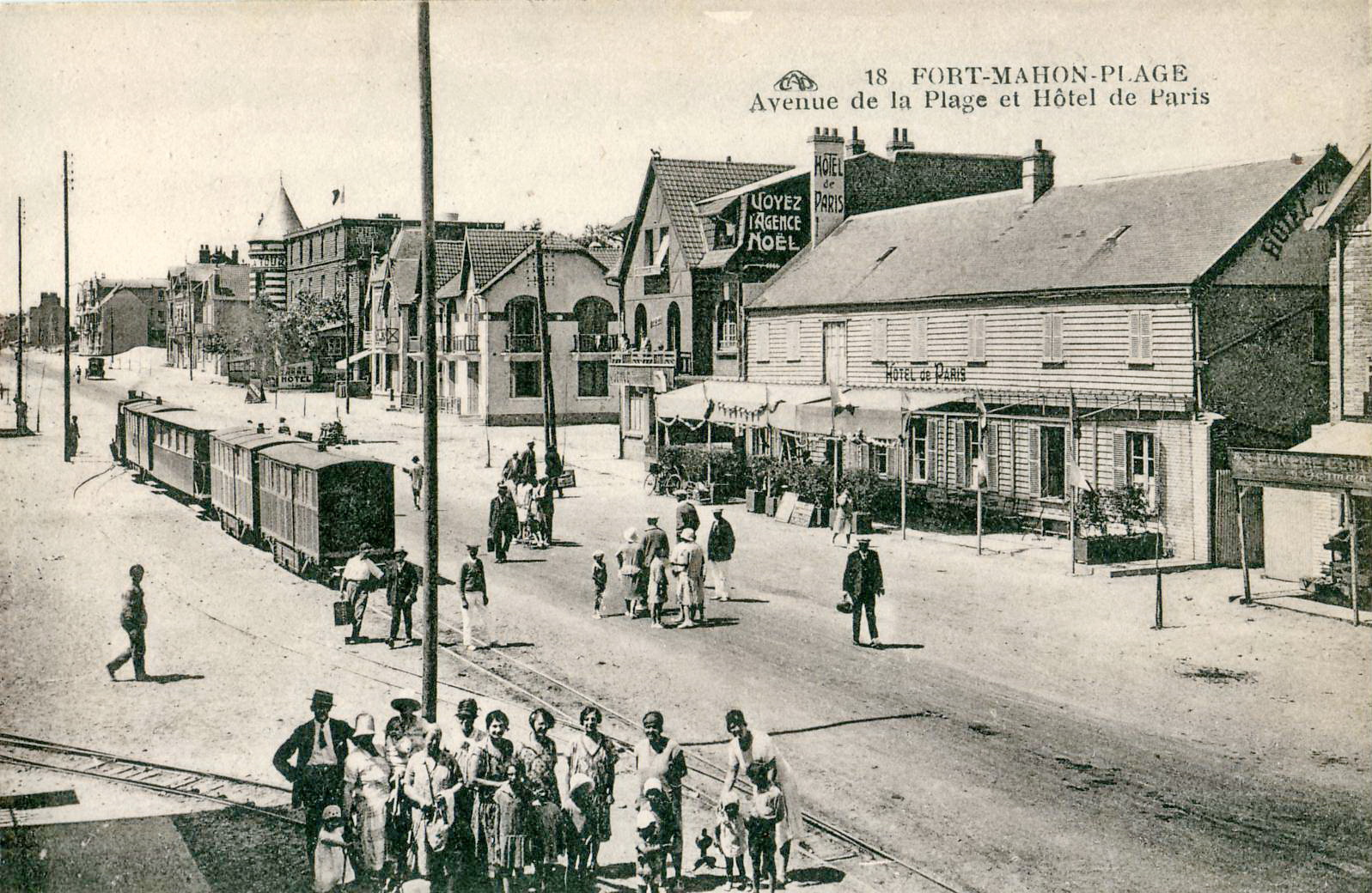
Avenue de la Plage in Fort-Mahon-Plage mit Schmalspurzug vor dem Ersten Weltkrieg
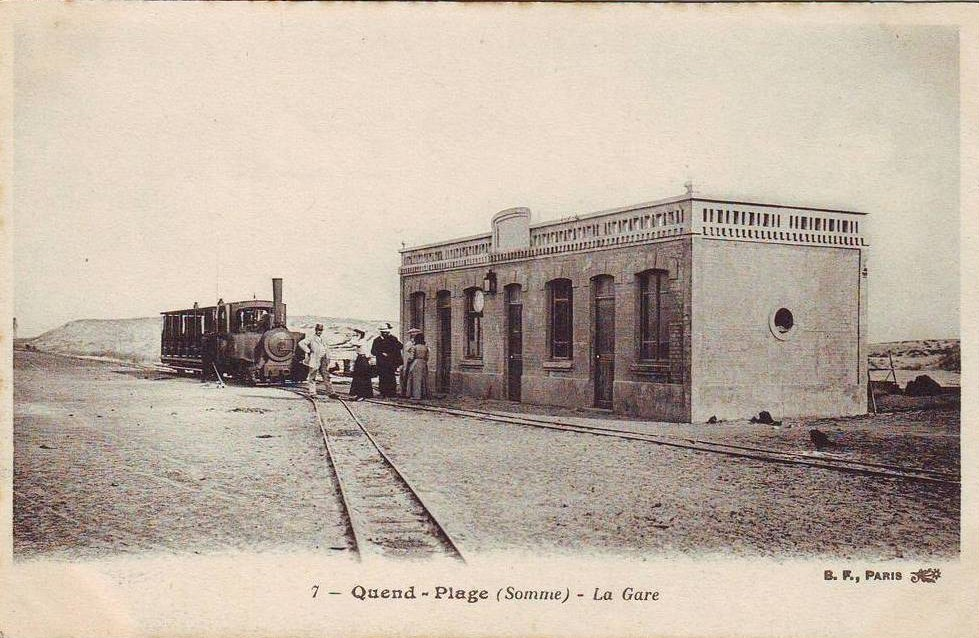
Endbahnhof Quend-Plage mit Lokomotive „Bienvenue“

## Schienenfahrzeuge

### Lokomotiven
| Name             | Achsfolge | Hersteller         | Werksnummer | Baujahr | Gewicht | Anmerkungen                                                |
| ---------------- | --------- | ------------------ | ----------- | ------- | ------- | ---------------------------------------------------------- |
| Jeannette        | 0-4-0T    | Decauville         | N°230       | 1898    | 5 t     | Erste Baureihe 3, gebraucht von Coulange & Tayart erworben |
| Bienvenue        | 0-4-2T    | Decauville         | N°279       | 1899    | 7,2 t   |                                                            |
|                  | 0-4-0T    | Decauville         | N°616       | 1910    |         | Neue Baureihe 3                                            |
| Minus            | 0-6-2T    | Borsig/Decauville  | N°7966      | 1910    | 10 t    | Geliefert im April 1911                                    |
| Marie-Antoinette | 0-4-0T    | Orenstein & Koppel |             |         |         |                                                            |

### Wagen
Anfangs gab es zwei seitlich offene Decauville-Sommerwagen des Typs KE (Expo 1889), einen geschlossenen Decauville-Salonwagen und drei Kipploren.